# فلفل سیاه (سرده)
فلفل سیاه (نام علمی: Piper) نام یک سرده از تیره فلفل‌سیاهیان است.